# Liste Edenkobener Persönlichkeiten
Die Liste Edenkobener Persönlichkeiten enthält bedeutende Persönlichkeiten mit Bezug zu Edenkoben, geordnet nach Ehrenbürgern, nach Personen, die in der Stadt geboren wurden, beziehungsweise in Edenkoben gewirkt haben. Die Liste erhebt keinen Anspruch auf Vollständigkeit.

## Ehrenbürger
- Karlheinz Lintz, ernannt 1964
- Richard Damm, ernannt 1996
- Erwin Würfel, ernannt 1996
- Ludwig Urschbach, ernannt 1996
- Franz Schmidt, ernannt 2010
- Herbert Schäfer, ernannt 2014
- Herbert Hartkopf, ernannt 2023

## Söhne und Töchter der Stadt

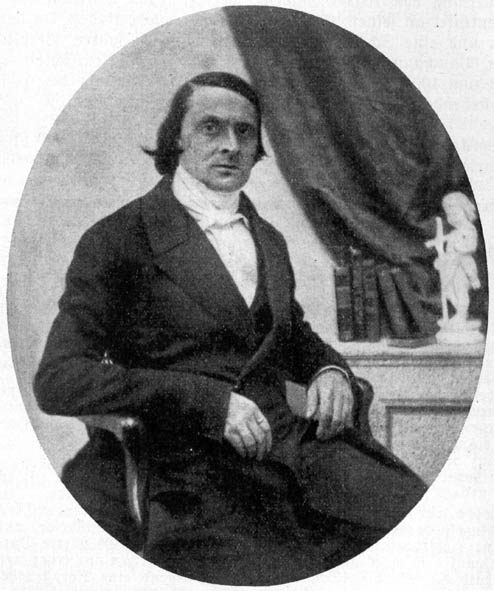
Franz Xaver Remling

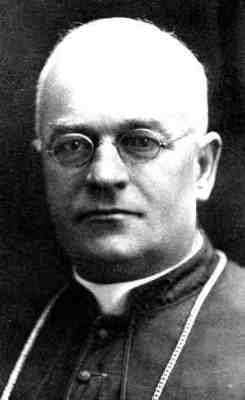
Jakob Hubert Blenk

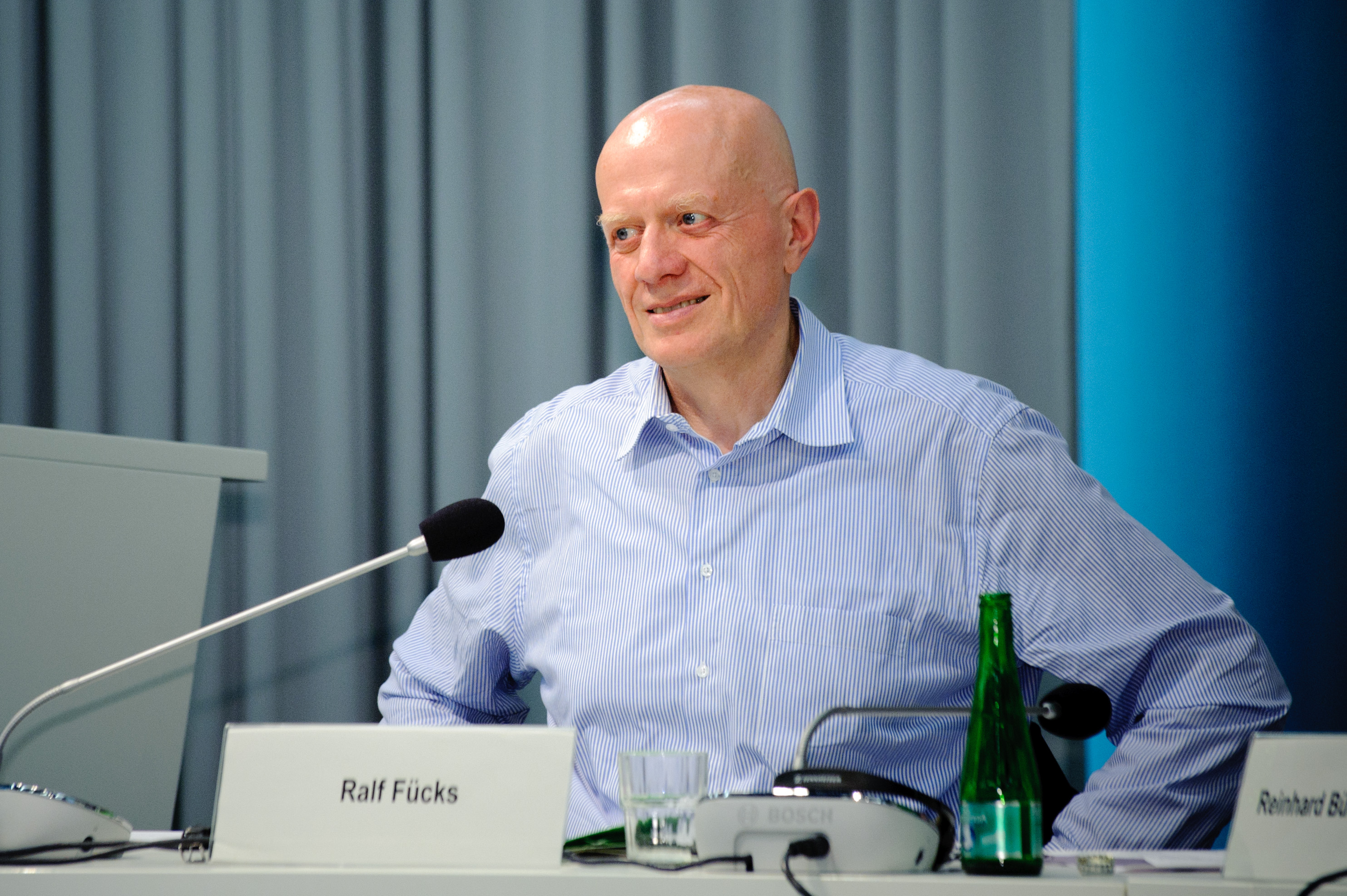
Ralf Fücks

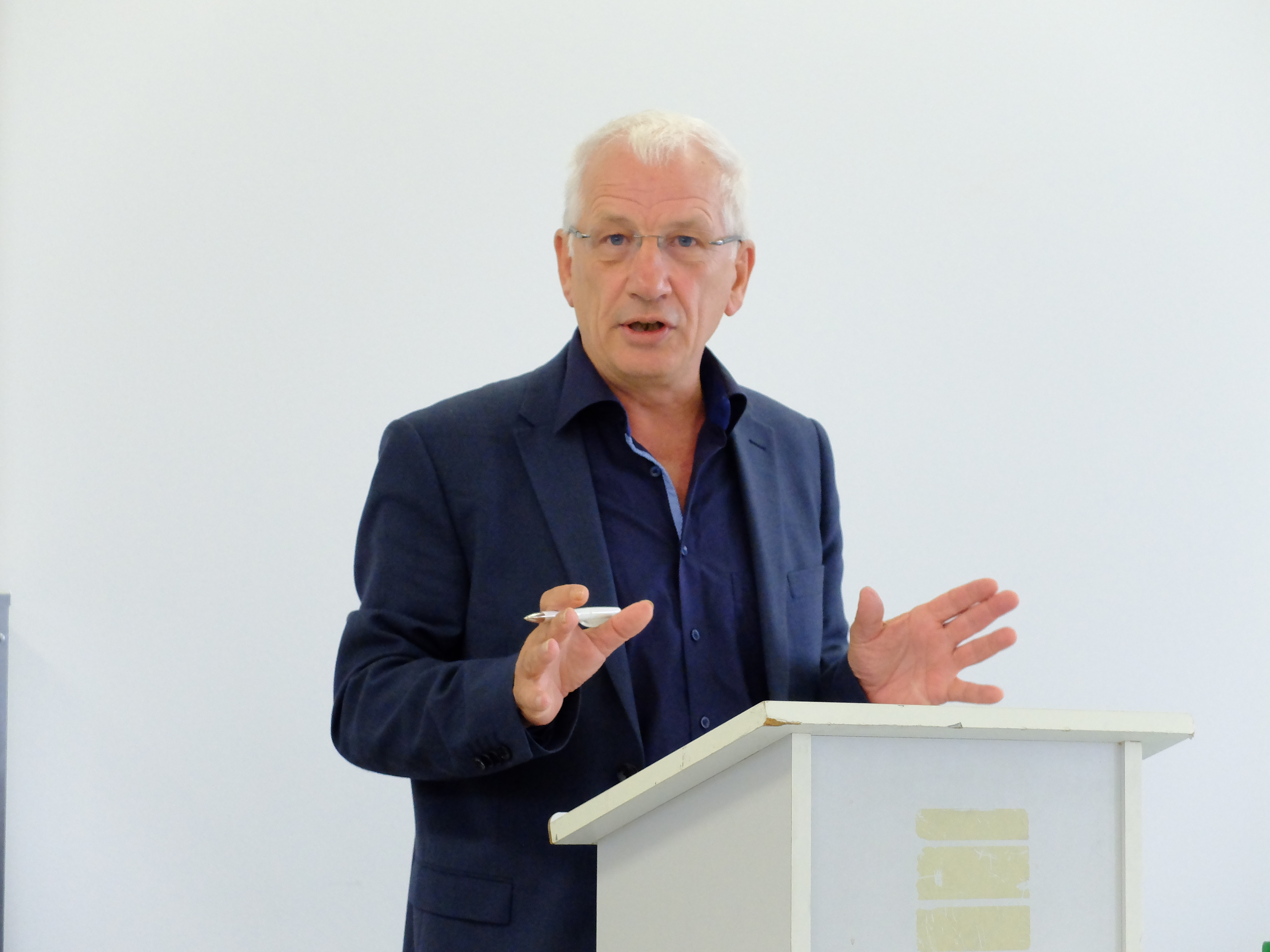
Albert Scherr

### Jahrgänge bis 1800
- Johann Reinhard Ziegler (1569–1636), Jesuitenpater, Mathematiker, Astronom und Architekt
- Johann Adam Hartmann (1748–1836), als Lederstrumpf berühmt gewordener Edenkobener Auswanderer

### 19. Jahrhundert
- Johann Wilhelm Arnold (1801–1873), Physiologe, Hochschullehrer und Arzt
- Franz Xaver Remling (1803–1873), Bischöflicher Geistlicher Rat, Domkapitular der Diözese Speyer und Historiker
- Friedrich Arnold (1803–1890), Professor der Medizin (Anatomie und Physiologie)
- Karl Julius Schönberger (1804–1884), Politiker
- Eugen von Lommel (1837–1899), Physiker
- Emil Sommer (1838–1904), deutscher Verleger und Zeitungsredakteur
- Robert Bischoff (1847–1904), Politiker, MdL Bayern
- Heinrich Göring (1850–1931), Politiker (ZENTRUM)
- Theodor Meyer (1853–1936), Richter
- Jakob Hubert Blenk (1856–1917), Bischof von Puerto Rico, Erzbischof von New Orleans, USA
- Conrad Voelcker (1861–1930), deutsch-amerikanischer Verleger.
- August Croissant (1870–1941), Pfälzer Heimatmaler
- Carl Minster (1873–1942), deutsch-amerikanischer sozialrevolutionärer Publizist
- Franz Weidenreich (1873–1948), Professor der Medizin und Anthropologe
- Friedrich Ackermann (1876–1949), Politiker (SPD)
- Eugen Sommer (1876–1961), Politiker (CDU)
- Wilhelm Laforet (1877–1959), Politiker (BVP/CSU)
- Emil Sommer (1885–1936), bayerischer Jurist, Bürgermeister von Treuchtlingen, NS-Opfer
- Friedrich Pirrung (1886–nach 1948), Politiker (NSDAP)
- Hans Feldbausch (1891–1985), Marineoffizier
- Hubert Groß (1896–1992), Architekt
- Richard Schneider-Edenkoben (1899–1986), Schriftsteller, Regisseur und Drehbuchautor

### 20. Jahrhundert
- Richard Kraemer (1908–1986), Psychiater und Neurologe sowie Hochschullehrer
- Oskar Stübinger (1910–1988), Politiker (CDU), Landesminister von Rheinland-Pfalz
- Karl-Adolf Germann (1916–nach 1981), Verwaltungsjurist
- Alfred Hans Kuby (1923–2014), Heimatforscher, Pfarrer und evangelischer Theologe
- Winfried Thirolf (1923–1992), Politiker (CDU)
- Werner Marx (1924–1985), Politiker (CDU)
- Arnold Bittlinger (1928–2025), deutsch-schweizerischer evangelischer Theologe, Psychologe, Psychotherapeut, Buchautor und Referent
- Carl Mietens (1933–1990), Pädiater, Virologe und Hochschullehrer
- Hans Mercker (* 1940), römisch-katholischer Theologe, Religionswissenschaftler und Hochschullehrer
- Dieter Hörner (1941–2014), Politiker (CDU)
- Rolf Lauer (* 1944), Kunsthistoriker
- Gabriele Weingartner (* 1948), Schriftstellerin
- Günther Ramsauer (* 1949), Politiker (SPD)
- Ralf Fücks (* 1951), Politiker (Grüne)
- Hermann Gies (* 1952), Promotion zum Dr. rer. nat. 1982 an der Christian-Albrechts-Universität zu Kiel, Professur für Mineralogie (Petrologie/Kristallographie) an der Ruhr-Universität Bochum
- Joachim Ullrich (* 1956), Physiker
- Albert Scherr (* 1958), Soziologe
- Lothar Antoni (1959–2025), Musiker, Songwriter, Komponist und Sänger

## Personen, die vor Ort gewirkt haben
- Nikolaus Rummel d. J. (1745–1839), österreichischer Orgelbauer, lebte und starb vor Ort und betrieb eine Orgelbauwerkstätte
- Joseph Schönberger (1775–1832), Politiker, war um 1800 Sekretär der Mairie Edenkoben
- Johann Peter Grohe, 1848 Mitglied des Vorparlaments
- Johann Jakob Teutsch, 1848 Mitglied des Vorparlaments
- Hieronymus Hofer (1815–1890), evangelischer Geistlicher, Sozialreformer, 1859 bis 1870 Pfarrer von Edenkoben
- Gustav Adolf Froelich (1847–1912), Rebenzüchter
- Fritz Claus (1853–1923), der „Sänger des Pfälzer Waldes“ starb in Edenkoben
- Friedrich Bender (1869–1932), Heimatforscher, lebte und starb vor Ort
- Friedrich Auerbach (1870–1925), 1894 bis 1898 Betriebsleiter bei Edenkobener Blaukali-Fabrik
- Heinrich Stollhof (1878–1956), Geistlicher Rat, Marinepfarrer bei der Kaiserlichen Hochseeflotte, 1936–1956 kath. Pfarrer von Edenkoben
- Otto Germann (1885–1967), Geograph, Geologe und Lehrer, ging 1908 an die Präparandenschule in Edenkoben
- Fritz Schwimbeck (1889–1977), Kunsterzieher, Maler und Grafiker, arbeitete vor Ort als Gymnasiallehrer
- Helmut Sinn (1916–2018), lebte als Kind in Edenkoben (die Mutter besaß ein Geschäft in Edenkoben) und besuchte in Edenkoben die Schule
- Günter Jansen (1932–2019), Fußballtorwart, Verbandstrainer, starb in Edenkoben
- Erhard Geyer (* 1939), Gewerkschafter, absolvierte das Diplom an der Landesfinanzschule
- Wolfgang Hilbig (1941–2007) war Stipendiat des Künstlerhaus Edenkoben und blieb dort für einige Jahre wohnen, gemeinsam mit seiner damaligen Frau Natascha Wodin
- Gernot Rumpf (1941–2025), Bildhauer, entwarf den örtlichen Lederstrumpfbrunnen
- Ingrid Vetter (* 1941), Kunsthistorikerin und Kuratorin
- Oskar Ansull (* 1950), Autor, erhielt 1997 das Stipendium des Herrenhauses Edenkoben
- Karl-Friedrich Geißler (* 1952), Verleger, Lektor und Autor, betrieb in Edenkoben von 1997 bis 2007 einen Verlag
- Gregor Quasten (1952–2004), Fußballspieler, spielte für den SV Edenkoben und starb in Edenkoben
- Roland Krischke (* 1967), Literaturwissenschaftler, wissenschaftlicher Mitarbeiter in der Max-Slevogt-Galerie auf Schloss Villa Ludwigshöhe
- Christine Schneider (* 1972), Politikerin (CDU), Europaabgeordnete, von 1994 bis 2019 Mitglied im Edenkobener Stadtrat
- Robert Stripling (* 1989), Schriftsteller, lebt und arbeitet vor Ort